# Sakura Hosogi
Sakura Hosogi (japanisch 細木 咲良 Hosogi Sakura; * 25. März 2000 in Matsue, Shimane) ist eine japanische Tennisspielerin.

## Karriere
Hosogi spielt vor allem auf Turnieren der ITF Women’s World Tennis Tour, wo sie bislang sieben Einzel- und fünf Doppeltitel gewonnen hat.
2018 trat sie bei den Juniorinnenwettbewerben der Australian Open an. Im Juniorinneneinzel schied sie bereits in der ersten Runde gegen die topgesetzte Wang Xinyu mit 1:6 und 4:6 aus. Im Juniorinnendoppel verlor sie mit Partnerin Akanksha A Bhan ebenfalls bereits in der ersten Runde gegen die Paarung Simona Waltert und Wang Xiyu mit 1:6 und 6:72.

## Turniersiege

### Einzel
| Nr. | Datum             | Turnier             | Kategorie | Belag     | Finalgegnerin  | Ergebnis      |
| --- | ----------------- | ------------------- | --------- | --------- | -------------- | ------------- |
| 1.  | 21. März 2021     | Scharm asch-Schaich | ITF W15   | Hartplatz | Eri Hozumi     | 7:5, 6:2      |
| 2.  | 20. März 2022     | Monastir            | ITF W15   | Hartplatz | Manon Léonard  | 6:3, 6:3      |
| 3.  | 27. März 2022     | Monastir            | ITF W15   | Hartplatz | Emily Welker   | 3:6, 6:2, 6:1 |
| 4.  | 3. April 2022     | Monastir            | ITF W15   | Hartplatz | Joanna Garland | 6:4, 1:6, 6:3 |
| 5.  | 22. Januar 2023   | Monastir            | ITF W40   | Hartplatz | Julija Hatouka | 7:68, 6:4     |
| 6.  | 17. November 2024 | Monastir            | ITF W15   | Hartplatz | Arina Bulatowa | 6:2, 6:0      |
| 7.  | 1. Dezember 2024  | Monastir            | ITF W15   | Hartplatz | Alyssa Réguer  | 6:0, 6:2      |

### Doppel
| Nr. | Datum              | Turnier   | Kategorie | Belag             | Partnerin        | Finalgegnerinnen                | Ergebnis         |
| --- | ------------------ | --------- | --------- | ----------------- | ---------------- | ------------------------------- | ---------------- |
| 1.  | 5. Juni 2021       | Monastir  | ITF W15   | Hartplatz         | Himeno Sakatsume | Emma Davis Lauren Proctor       | 7:5, 2:6, [10:8] |
| 2.  | 27. November 2021  | Milovice  | ITF W25   | Hartplatz (Halle) | Misaki Matsuda   | Maja Chwalińska Linda Nosková   | 3:6, 6:2, [10:8] |
| 3.  | 23. März 2024      | Swan Hill | ITF W35   | Rasen             | Misaki Matsuda   | Monique Barry Alana Parnaby     | 6:2, 6:2         |
| 4.  | 23. August 2024    | Vigo      | ITF W35   | Hartplatz         | Misaki Matsuda   | Eva Álvarez Sande Maxine Murphy | 6:0, 3:6, [10:6] |
| 5.  | 21. September 2024 | Perth     | ITF W75   | Hartplatz         | Misaki Matsuda   | Naiktha Bains Ankita Raina      | kampflos         |